# HD26553
HD26553 — хімічно пекулярна зоря спектрального класу A2, що має видиму зоряну величину в смузі V приблизно  6,1.
Вона  розташована на відстані близько 1309,9 світлових років від Сонця.

## Фізичні характеристики
Зоря HD26553 обертається 
порівняно повільно 
навколо своєї осі. Проєкція її екваторіальної швидкості на промінь зору становить  Vsin(i)= 18км/сек.